# Франсуа Сюльпіс Бьодан
Франсуа Сюльпіс Бьодан (фр. François Sulpice Beudant, 5 вересня 1787, Париж — 10 січня 1850, Париж) — французький геолог і мінералог, член Французької і Угорської академій наук.

## Біографія
Франсуа Сюльпіс Бьодан народився 5 вересня 1787 в місті Париж. Відвідував Вищу політехнічну і  вищу нормальну школи французької столиці.
У 1811 році був призначений професором математики в авиньонському ліцеї, потім професором фізики в Марселі, і нарешті помічником директора мінералогічної колекції Людовика XVIII, причому він одночасно читав лекції з мінералогії в Паризькому університеті.
У 1824 році Бьодана було обрано вченою спільнотою членом Французької академії наук.
Франсуа Сюльпіс Бёдан помер 10 грудня 1850 року в рідному місті, займаючи на той момент посаду головного інспектора університету.
Вчений залишив після себе праці за багатьома галузями мінералогічних знань, але головним його твором вважається «Essai d'un cours élémentaire et général des sciences physiques» (Париж, 1828), яка складається з двох частин: «Traité élémentaire de physique» та «Traité élémentaire de minéralogie».
Як самостійний дослідник Франсуа Бьодан відомий своїми дослідженням взаємозв'язку між хімічним складом мінералів та кристалізацією, згідно з якими він реформував мінералогічну класифікацію та номенклатуру, дослідженнями факту — чи можуть морські молюски жити в прісній воді, численними визначеннями питомої ваги і виконання хімічних аналізів мінеральних тіл.
На честь вченого було названо мінерал бедантит.

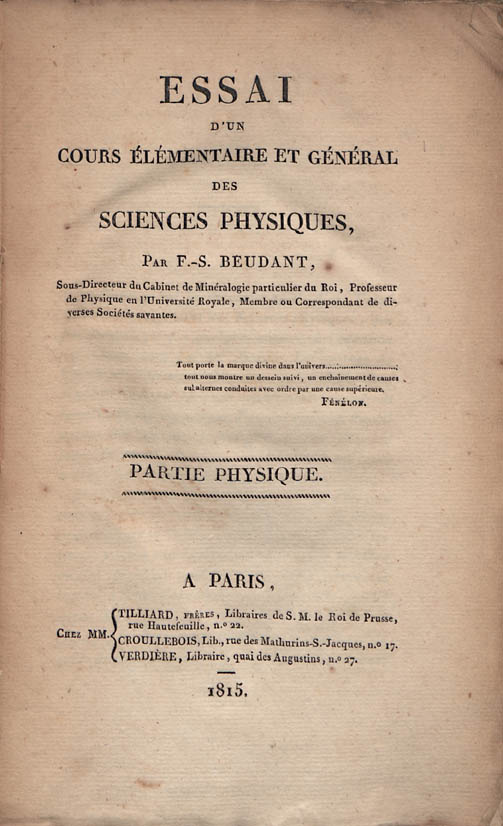
Essai d'un cours élémentaire et général des sciences physiques, 1815